# Lekkoatletyka na Igrzyskach Śródziemnomorskich 1967
Zawody lekkoatletyczne na  igrzyskach śródziemnomorskich w 1967 odbyły się we wrześniu w Tunisie. Po raz pierwszy w zawodach startowały kobiety (w 6 konkurencjach). Nie rozegrano rzutu młotem i dziesięcioboju mężczyzn.

## Wyniki

### Mężczyźni

#### konkurencje biegowe
| Konkurencja:                       | 1. miejsce                                                                       | Rezultat     | 2. miejsce                                                                         | Rezultat  | 3. miejsce                                                         | Rezultat  |
| Bieg na 100 metrów                 | Charis Aiwaliotis · Grecja                                                       | 10,6         | Pasquale Giannattasio · Włochy                                                     | 10,6      | Ennio Preatoni · Włochy                                            | 10,8      |
| Bieg na 200 metrów                 | Ippolito Giani · Włochy                                                          | 21,1         | Livio Berruti · Włochy                                                             | 21,2      | Miguel Irandegui · Hiszpania                                       | 21,3      |
| Bieg na 400 metrów                 | Sergio Bello · Włochy                                                            | 47,7         | Rogelio Rivas · Hiszpania                                                          | 47,9      | Nikolaos Regoukos · Grecja                                         | 47,9      |
| Bieg na 800 metrów                 | Pierre Toussaint · Francja                                                       | 1:54,3       | Youssef Nasri · Tunezja                                                            | 1:54,7    | Virgilio González · Hiszpania                                      | 1:54,7    |
| Bieg na 1500 metrów                | Renzo Finelli · Włochy                                                           | 3:49,6 CR    | José María Morera · Hiszpania                                                      | 3:50,0    | Jorge González · Hiszpania                                         | 3:50,5    |
| Bieg na 5000 metrów                | Mohammed Gammoudi · Tunezja                                                      | 14:02,2 CR   | Drago Žuntar · Jugosławia                                                          | 14:04,2   | Giuseppe Cindolo · Włochy                                          | 14:05,0   |
| Bieg na 10 000 metrów              | Mohammed Gammoudi · Tunezja                                                      | 31:01,6      | Ali Khamassi · Tunezja                                                             | 31:22,8   | Drago Žuntar · Jugosławia                                          | 31:35,0   |
| Maraton                            | Antonio Ambu · Włochy                                                            | 2:21:31 CR   | İsmail Akçay · Turcja                                                              | 2:21:44   | Carlos Pérez · Hiszpania                                           | 2:23:04   |
| Bieg na 110 metrów przez płotki    | Giovanni Cornacchia · Włochy                                                     | 14,2         | Sergio Liani · Włochy                                                              | 14,2      | Athanassios Lazaridis · Grecja                                     | 14,7      |
| Bieg na 400 metrów przez płotki    | Alessandro Scatena · Włochy                                                      | 52,9         | Mehmet Gesas · Turcja                                                              | 53,4      | Manuel Gayoso · Hiszpania                                          | 53,9      |
| Bieg na 3000 metrów z przeszkodami | Javier Álvarez · Hiszpania                                                       | 8:44,3 CR    | Labidi Ayachi · Tunezja                                                            | 8:48,4    | Mariano Haro · Hiszpania                                           | 8:50,0    |
| Sztafeta 4 × 100 metrów            | Włochy · Carlo Laverda · Ennio Preatoni · Pasquale Giannattasio · Ippolito Giani | 40,6         | Hiszpania · Miguel Irandegui · Pedro Carda · Juan Carlos Jones · José Luis Sánchez | 41,6      | Tunezja · Ajailia · Miguel M'Zoughi · Arfa · Mohamed Belkhodja     | 42,7      |
| Sztafeta 4 × 400 metrów            | Włochy · Sergio Ottolina · Furio Fusi · Giacomo Puosi · Sergio Bello             | 3:12,6       | Hiszpania · Rogelio Rivas · Álvaro González · Ramón Magariños · Virgilio González  | 3:15,9    | Tunezja · Moktar Herzi · Chamman · Hamida Gammoudi · Youssef Nasri | 3:20,9    |
| Chód na 20 kilometrów              | Nicola De Vito · Włochy                                                          | 1:38:42,6 CR | Chedli Benali · Tunezja                                                            | 1:39:08,6 | Hamed Nadhari · Tunezja                                            | 1:43:52,2 |
| Chód na 50 kilometrów              | Vittorio Visini · Włochy                                                         | 4:39:53,7    | Naceur Ben Messaoud · Tunezja                                                      | 4:43:48,6 | Hamed Nadhari · Tunezja                                            | 4:52:43,5 |

#### konkurencje techniczne
| Konkurencja:   | 1. miejsce                       | Rezultat | 2. miejsce                        | Rezultat | 3. miejsce                    | Rezultat |
| Skok wzwyż     | Miodrag Todosijević · Jugosławia | 2,13 CR  | Ioannis Kousoulas · Grecja        | 2,05     | Polde Milek · Jugosławia      | 2,02     |
| Skok o tyczce  | Christos Papanikolau · Grecja    | 5,15 CR  | Renato Dionisi · Włochy           | 4,90     | Jean-Pierre Colusso · Francja | 4,70     |
| Skok w dal     | Miljenko Rak · Jugosławia        | 7,53     | Panagiotis Khatzistathis · Grecja | 7,51     | Rafael Blanquer · Hiszpania   | 7,50     |
| Trójskok       | Luis Felipe Areta · Hiszpania    | 16,23 CR | Giuseppe Gentile · Włochy         | 16,04    | Michail Karagiannis · Grecja  | 15,45    |
| Pchnięcie kulą | Tomislav Šuker · Jugosławia      | 18,01 CR | Arnjolt Beer · Francja            | 17,72    | Milija Jocović · Jugosławia   | 17,53    |
| Rzut dyskiem   | Silvano Simeon · Włochy          | 57,30 CR | Marian Gredelj · Jugosławia       | 55,90    | Gilberto Ferrini · Włochy     | 53,72    |
| Rzut oszczepem | Franco Radman · Włochy           | 69,20    | Alfonso de Andrés · Hiszpania     | 66,78    | Fernando Tallón · Hiszpania   | 64,10    |

### Kobiety

#### konkurencje biegowe
| Konkurencja:                   | 1. miejsce                 | Rezultat | 2. miejsce               | Rezultat | 3. miejsce                 | Rezultat |
| Bieg na 100 metrów             | Sylviane Telliez · Francja | 11,8     | Donata Govoni · Włochy   | 11,9     | Patrizia Seriau · Włochy   | 12,4     |
| Bieg na 80 metrów przez płotki | Carla Panerai · Włochy     | 11,3     | Đurđa Fočić · Jugosławia | 11,4     | Magalì Vettorazzo · Włochy | 11,5     |

#### konkurencje techniczne
| Konkurencja:   | 1. miejsce                     | Rezultat | 2. miejsce                  | Rezultat | 3. miejsce                     | Rezultat |
| Skok wzwyż     | Snežana Hrepevnik · Jugosławia | 1,70     | Đurđa Fočić · Jugosławia    | 1,61     | Luciana Giamperlati · Włochy   | 1,50     |
| Skok w dal     | Maria Vittoria Trio · Włochy   | 6,13     | Đurđa Fočić · Jugosławia    | 5,75     | Charoula Sassagianni · Francja | 5,74     |
| Pchnięcie kulą | Beya Bouabdallah · Tunezja     | 11,57    | Djemai El Hem · Tunezja     | 9,10     | Rabea Ghezlane · Algieria      | 8,36     |
| Rzut oszczepem | Chedlia Ben Mrad · Tunezja     | 33,10    | Beya Bouabdallah · Tunezja} | 30,84    | Rabea Ghezlane · Algieria      | 24,78    |

## Tabela medalowa
| Miejsce | Reprezentacja | Złoto | Srebro | Brąz | Razem |
| 1       | Włochy        | 14    | 6      | 6    | 26    |
| 2       | Tunezja       | 4     | 7      | 4    | 15    |
| 3       | Jugosławia    | 4     | 5      | 3    | 12    |
| 4       | Hiszpania     | 2     | 5      | 8    | 15    |
| 5       | Grecja        | 2     | 2      | 4    | 8     |
| 6       | Francja       | 2     | 1      | 1    | 4     |
| 7       | Turcja        | 0     | 2      | 0    | 2     |
| 8       | Algieria      | 0     | 0      | 2    | 2     |
| Poz.    | Razem:        | 28    | 28     | 28   | 84    |